# Ахмед Джибрил
Ахмед Джибрил (на арабски: أحمد جبريل) е палестински политик (председател на Народен фронт за освобождение на Палестина - Главно командване), палестински и бивш сирийски военен деец.

## Биография
Роден е в град Рамла през 1938 година. Заедно с родителите си бяга в Сирия през 1948 година. Завършва сирийско военно училище. Служи във въоръжените сили на Сирия, достига до звание капитан.
Съосновател е на Народния фронт за освобождение на Палестина (НФОП) през 1967 година. Напуснал сирийската военна служба, заради разногласия с „марксисти“ в ръководството на НФОП създава Народен фронт за освобождение на Палестина - Главно командване през 1968 година.

## Личен живот
На 20 май 2002 година е убит синът му Джихад Джибрил при атентат в Западен Бейрут.